# Drillia interpleura
Drillia interpleura är en snäckart som beskrevs av Dall och Simpson 1901. Drillia interpleura ingår i släktet Drillia och familjen Drilliidae. Inga underarter finns listade i Catalogue of Life.